# 童潮
童潮（1437年—？），字信之，浙江寧波府慈谿縣人，民籍，明朝政治人物。進士出身。

## 生平
早年出身縣學生，中式浙江鄉試第四名舉人。成化十一年（1475年）乙未科會試第一百六十六名，殿試登進士第二甲第二十四名。知直隸祁州，陞江西九江府知府。

## 家族
曾祖父童德基。祖父童守禮。父亲童大驥。